# Stephan Selhorst

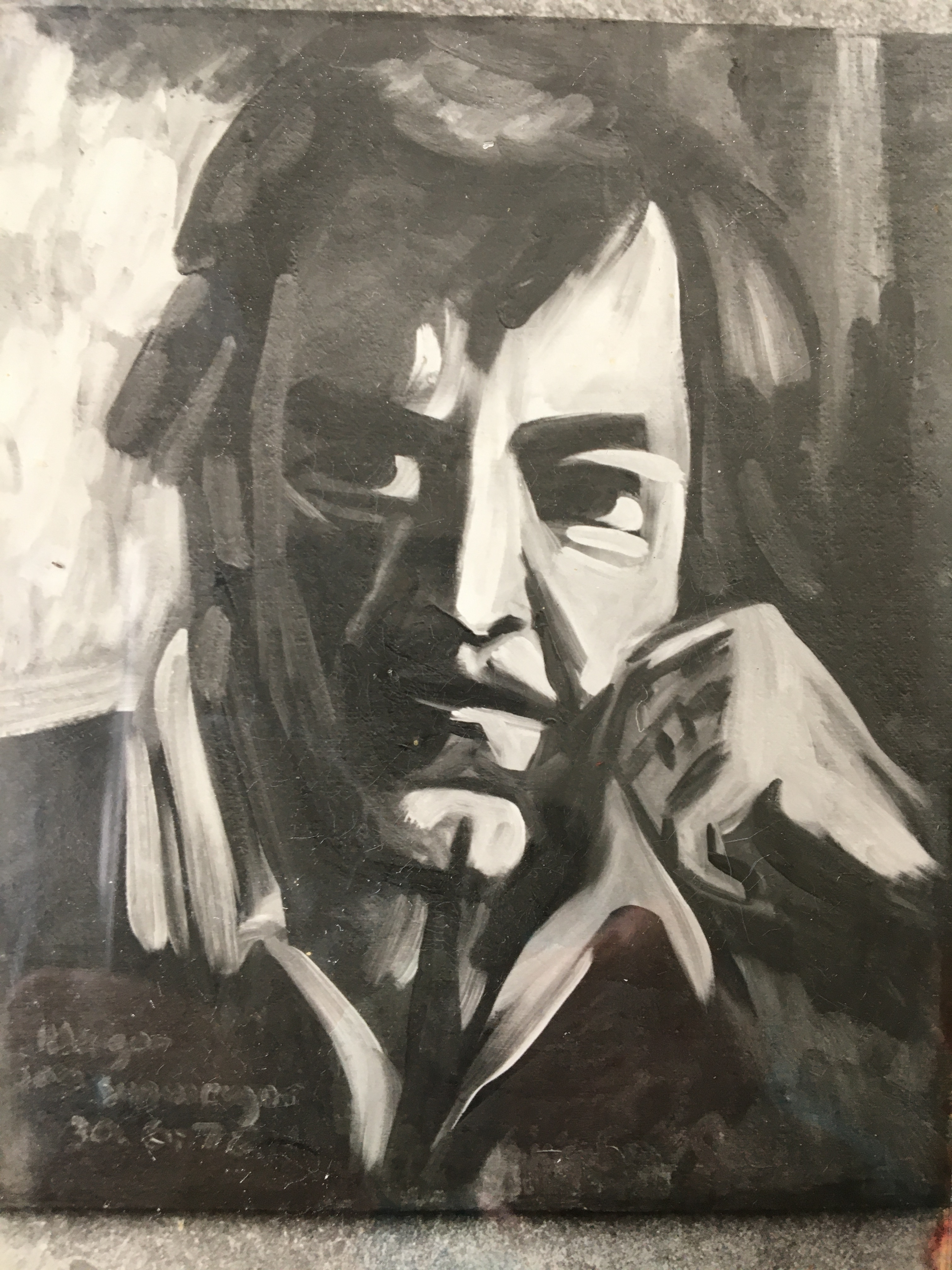

Stephan Selhorst (* 30. August 1913 in Rietberg; † 31. Dezember 1976 in Raesfeld) war ein deutscher Kunsthistoriker, Denkmalpfleger sowie Professor für Kunstwissenschaft (Kunst- und Kulturgeschichte) und Designtheorie an der Fachhochschule Münster.

## Leben und Wirken
Stephan Franz Raymund Selhorst war der älteste Sohn unter neun Kindern des Holzbildhauers und Kunsttischlers Hermann Selhorst (1877–1931), Inhaber einer Werkstatt für Christliche Kunst in Rietberg in Westfalen, später in Nordhagen bei Westenholz, und der Anna Angela, geb. Büsing. Seine Schwester ist die Künstlerin und Missionsschwester Pientia Selhorst. Er erhielt früh Zeichen- und Malunterricht bei Pater Walther Tecklenborg im Franziskanerkloster Rietberg.
Selhorst besuchte das humanistische damalige Pro-Gymnasium Nepomucenum Rietberg, schrieb dort seine Prüfungsarbeit für das Einjährige kurz nach dem Todestag seines Vaters als Beschreibung des Bildes Albert Birkle, Wanderer in der Winternacht mit Preiswürdigung des Kulturministers in Berlin und legte sein Abitur am Gymnasium Theodorianum in Paderborn am 23. März 1934 ab. Sein Freund war Georg Wagner (1915–1991), später Domvikar und Professor für religiöse Volkskunde in Paderborn. Es folgten Studien der Kunstgeschichte, Germanistik, Philosophie und Geschichte in Münster, Bonn, Köln, Florenz und Rom. Philosophie studierte Selhorst an der Westfälischen Wilhelms-Universität Münster bei Peter Wust, dessen Existenzialismus auf die kulturelle Einheit Europas im Zeichen des katholischen Glaubens zielte. 1939 promovierte Selhorst im Fach Kunstgeschichte bei dem Romantikforscher Günther Müller von der Philosophischen Fakultät der Universität Münster mit seiner Dissertation: Die Problematik des Individualismus in der Romantik. Die Arbeit, vor allem zu Philipp Otto Runge, wurde unter dem Titel Zur Künstlerpsychologie der Romantik im Karl Busch Verlag in Wattenscheid 1941 als Heft 7 (102 Seiten) in der Reihe Lebensräume der Kunst. Eine Studienfolge, herausgegeben von Martin Wackernagel, Münster veröffentlicht.
Nach Pflichtarbeitsdienst, sechs Jahren Wehrmacht und vier Jahren sowjetischer Gefangenschaft wurde Selhorst Redaktionsleiter der Borkener Zeitung (1953–1956, danach freier Mitarbeiter), ab 1958 Schriftleiter des Kreisjahrbuches Unser Bocholt, Zeitschrift für Kultur- und Heimatpflege (Artikel darin von 1951–1970) sowie Unsere Heimat. Jahrbuch des Kreises Borken und seit 1961 gewählter Kulturbeauftragter des Kreises Borken, daneben 16 Jahre Hauptschriftleiter einer Werkzeitschrift. Das Landesdenkmalamt Westfalen-Lippe beauftragte ihn – auf Anregung des Oberkreisdirektors Alfons Lengert (1951–1972) – mit der Inventarisierung für den Band Bau- und Kunstdenkmäler des Kreises Borken. Selhorst erläuterte neben den bekannten Wasserburgen wie Burg Gemen z. B. die bau- und kunstgeschichtliche Bedeutung des Residenzschlosses Raesfeld, von 1643 bis 1658 vom Reichsgrafen Alexander II. von Velen, genannt der Westfälische Wallenstein, aus der ursprünglichen Burg umgebaut, mit dem höchsten Turm Westfalens im Westflügel und dem sogenannten Sterndeutertum, wo Alexander ein Observatorium eingerichtet hatte. Unter den Veränderungen der Barockzeit halfen Selhorsts Hinweise, den ursprünglichen Renaissance-Stil in den vielen Adelshäusern zu entdecken, ebenso die Romantik in den Kirchen. Ein Anliegen war ihm die Vermittlung der Ikonenmalerei, die er schon im Kiewer Kunstwerke-Heft von 1943 beschrieben hatte, das während der über zweijährigen Besetzung Kiews entstanden ist. Selhorst betonte die autonomen Entwicklungsgesetze dieser mystischen Malkunst gegenüber der westeuropäischen Kunstgeschichte, da sie nicht beschreibend, sondern darstellend sei. Selhorsts Antrag, an der Etablierung des Kunstschutzes (seit Mai 1940 unter dem Kunsthistoriker Franz Graf Wolff-Metternich, Rheinischer Provinzialkonservator, 1928–1950) auch in den östlichen Ländern mitzuwirken, wurde durch den Bonner Ordinarius Alfred Stange, Nachfolger des Kunstschutz-Experten im Ersten Weltkrieg Paul Clemen, im März 1941 abgelehnt (Selhorst hatte bei Wolff-Metternich und Stange im Sommersemester 1937 in Bonn studiert).
Selhorst gründete 1956 zusammen mit seiner Frau Ruth, geborene Fattinger, verw. Wahl (1919–1986) den Kulturkreis Schloss Raesfeld e. V., dessen Erster Vorsitzender er bis zu seinem Tode blieb und für den er zahlreiche kulturelle Veranstaltungen (Ausstellungen, z. B. Unkulunkulu als Zeugnis 'aktueller afrikanischer Kunst' (1956) mit Werken seiner Schwester Sr. Pientia Selhorst, Mariannhill/ Südafrika, Konzerte, z. B. mit Martha Argerich, Theateraufführungen) und kunsthistorische Studienfahrten durchführte, z. B. 1974 die „Zweite sizilische Expedition“. Das hochkarätige kulturelle Angebot für diese Grenzregion stand unter Selhorsts Neu-Definition des Heimat-Begriffs und Motto das Regionale als Ausgangspunkt des Internationalen. Selhorst förderte im Kulturkreis die Kontakte zu den niederländischen Nachbarn aus der Provinz Gelderland. Aus diesem Netzwerk entstand 1961 die „Deutsch-Niederländische Arbeitsgemeinschaft/Stichting Achterhoek – Westmünsterland“ mit Selhorst, dem Kreisverwaltungsrat Günther Inhester (Abteilung Kultur- und Heimatpflege der Stadt Borken) und den Niederländern Gerad Johan Bernard (Geert) Stork (Journalist), Johan Gerard Vos (Publizist, Doetinchem), Henk Krosenbrink (Poet, Regionalradio RONO) und Jan Berend Vlam (Bürgermeister von Winterswijk). Dazu gehörte auch die Initiation der Tage des Platt als Ausdruck der Dialekt-Renaissance des Niederdeutschen. Durch die Verleihung eines Bundesverdienstkreuzes am Bande für Ruth Selhorst (Bericht in der Borkener Zeitung vom 29. Oktober 1980) wurde dieses Ehrenamt gewürdigt, vor allem die Initiation der Bundesgemeinschaft für deutsch-niederländische Kulturarbeit. Im Jahr 1964 wurde Selhorst als Dozent für Kunstgeschichte an die Werkkunstschule Münster berufen, nachdem er schon 1959 eine Begegnung von Schülern der Kunsthandwerksschule Bergen (Norwegen) und der Werkkunstschule Münster auf Schloss Raesfeld organisiert hatte. Am 1. April 1971 wurde er mit der Übernahme der Werkkunstschule in die neue FH Münster, als Fachbereich Design (Kunst und Gestaltung), vom Minister für Wissenschaft und Forschung des Landes NRW zum Professor ernannt.
Selhorst schrieb das Drehbuch zum Dokumentar-Kulturfilm Westfalenlied. Ein Heimatfilm vom Land der Roten Erde von 1957. Der Film war erfolgreich, wurde hochgelobt wegen seiner Prägnanz (Recklinghäuser Zeitung) in den sechs Kapiteln (Stilles Land, Altes Land, Westfalenfleiß, Westfalenglauben, Westfalengeist und Heimatland) und 2015 vom LWL-Medienzentrum aus Anlass des 200-jährigen Jubiläums der preußischen Provinz Westfalen aufwändig digitalisiert, aber unverändert wiederveröffentlicht. 1958 und 1959 publizierte Selhorst in den Frankfurter Heften. Er war befreundet mit den katholischen Publizisten Magdalena Padberg (Eslohe) und Erich Kock (Köln) sowie dem freien Industriephotographen Rudi Angenendt (Dortmund), mit dem er Ausstellungen in Cervo/ Provinz Imperia/Ligurien/Norditalien veranstaltete, z. B. 1971 zu Mariendarstellungen seiner Schwester Pientia Selhorst.
Im Nachruf des Westfalenspiegels wird gewürdigt, dass Selhorst mit seiner Tätigkeit ein Vierteljahrhundert lang das kulturelle Leben im Kreise Borken geprägt hat, vor allem mit Blick auf europäische Kontakte. „Wenn man bedenkt, welch kurze Zeit er nur wirken konnte, wird seine Lebensleistung, die eine wahre Aufbauleistung war, um so eindrucksvoller.“
Sein Schüler ist der Münsteraner Verleger Wolfgang Hölker (Coppenrath Verlag).

## Schriften (Auswahl)
- Zur Künstlerpsychologie der Romantik, Verlag Karl Busch: Wattenscheid 1941 (Diss. Münster 1939).
- Kiew und seine Kunstwerke. Ein Gang durch die Stadt am Dnjepr. Für den deutschen Soldaten herausgegeben von einer Propaganda-Kompanie, 1943 (31 Seiten).
- Welker Strauß. Aus Russland – Krieg und Gefangenschaft, J. Mergelsberg: Borken 1953 (17 Gedichte).
- ....'die ihr Liebstes hingab'. Gedichte von Hermann Kersting, Raesfeld 1955 (19 Gedichte). Herausgeber der Gedichte seines Vetters und Jugendfreundes, im Osten gefallen.
- Unter der Rathauslaube. Zeitgeschehen – Geschichte – Geschichten aus einer alten Stadt, in: J. Mergelsberg: Borken 1953 (= Schriftenreihe der Stadt Borken, Bd. 6), Reprint  Rehms Druck: Borken 2010.
- Kreis Borken, zusammen mit Wilhelm Rave, Westfälischer Provinzialkonservator von 1931–1952, Aschendorff: Münster 1954 (= Die Bau- und Kunstdenkmäler von Westfalen, Bd. 46 = BKDWestf 46), Reprint der ersten Auflage Borken 1970.
- Eine alte Stadt entsteht neu. Der Wiederaufbau von Borken (Schriftenreihe der Stadt Borken, Bd. 8), Borken 1954.
- Die Sendung der christlichen Kunst. Pionierarbeit einer Ordensfrau in Südafrika, in: Frauenland. Zeitschrift für katholische Frauen: Organ des Katholischen Deutschen Frauenbundes, Köln, Band 39, 1956, Heft 9/10, S. 132–134.
- Borken. Charakterbild einer Stadt, Büro für Wirtschaftspublizistik: Burgsteinfurt 1956, Neuauflage: Borken 1226–1976: Gegenwart und Rückblick. Dokumentation und Bildsprache in vier Sätzen. Ivan Köves. [Hrsg.: Stadt Borken. Essay über Borken: Stephan Selhorst] Borken 1976.
- Landkreis Borken im Grenzraum. Vom Leben und Wirken im Westmünsterland.  Büro für Wirtschaftspublizistik Edgar Sommer: Burgsteinfurt 1956.
- Schlösser Kirchen Kostbarkeiten. Kleine Kunstgeschichte des Kreises Borken, Wilhelm Rehms & Co: Borken 1951, zweite Auflage zusammen mit Ulrich Reinke, 1971, dritte, erweiterte Neuauflage 1979/ 1980 (darin zahlreiche Zeichnungen von Stephan Selhorst).
- Schloß Raesfeld: Gestern und Heute. Verlagsanstalt des Westdeutschen Handwerks: Dortmund 1957, zweite Auflage 1965.
- Stand  des  Plattdeutschen  im  Landkreis  Borken.  Eine  aufschlußreiche Erhebung der Kulturabteilung. In: Unsere Heimat. Jahrbuch des Kreises Borken 1965, S. 42f.
- Der Goldschmied und Bildhauer Hermann Kunkler, in: kunst und handwerk. European Handicraft. Monatszeitschrift für dekorative Kunst, 11. Jg. Januar 1967, S. 9–20; Leuchten aus der Glashütte Peill & Putzler, Düren, ebd., S. 21–25.
- Les Chateaux De La Loire – Die Wasserburgen Westfalens. Katalog zur gleichnamigen Ausstellung aus Anlass der Städtefreundschaft zwischen Orléans, Münster und Kristiansand in Norwegen. Text Stephan Selhorst, Selbstverlag Kunstindustrimusee: Oslo/ Lillehammer/ Trondheim 1973 sowie Cramer: Greven 1973 (Münster und das Münsterland; Die Wasserburgen Westfalens: Döring, Vischering, Gemen, Burgsteinfurt, Havixbeck, Darfeld, Raesfeld, Lembeck, Anholt, Welbergen, Hülshoff, Rüschhaus, Overhagen, Assen, Neuhaus, Nordkirchen, Altena).
- Gute alte Zeit. Ländliche Erinnerungen aus Westfalen, Verlag Wolfgang Hölker Münster 1976 (110 Seiten) Rezensionen: [gie.] Mit Lederecken: Ländliche Erinnerungen aus Westfalen, Bild-Zeitung Freitag, 10. Dezember 1976, Nr. 288/50; anon., Eine Liebeserklärung an Westfalens alte Zeiten. Ein Rietberger macht sie in seinem Buch lebendig, Die Glocke, Neue Bücher, 1976; Alwin Hanschmidt: Rezension zu Stephan Selhorsts 'Gute alte Zeit. Ländliche Erinnerungen aus Westfalen'. Münster 1976. In: Westfalen 55, 1977, S. 249–250.
- Julia Schily-Koppers. Malerin aus Borken (1855–1944), Heimatverein Borken – Kulturkreis Schloss Raesfeld e. V. 1976.
- Das Bauwerk als Ereignis. Ein Essay.
- Essays: Die reine Kunst, Die feierliche Messe, Zwei Landschaften [mit einer Zeichnung der Kirche in Russland], in: Bernhard Selhorst: Selhorst. Eine alteingesessene westfälische Künstlerfamilie, Höber Verlag: Delbrück o. J.
- Ignaz Schulze Beiering (1879–1965), Landwirt, Genossenschaftspionier, Politiker, in: Westmünsterländische Biografien 2. Beiträge der Gesellschaft für historische Landeskunde des westlichen Münsterlandes e.V. (Geschichte im Westmünsterland, Bd. 8), Hg. Ingeborg Höting/ Ludger Kremer / Erhard Mietzner/ Timothy Sodmann,  Achterland: Vreden/ Bredevoort 2016, S. 307–310 (mit Lebensdaten leicht  ergänzt aus: Ein Mann von kritischem Verstand – Ignatz Schulze Beierung, in: Unsere Heimat. Jahrbuch des Kreises Borken 1962, S. 77–79).